# Podgradina (żupania zadarska)
Podgradina – wieś w Chorwacji, w żupanii zadarskiej, w gminie Posedarje. W 2011 roku liczyła 684 mieszkańców.